# Eduardo Fernández Valdés
Eduardo Fernández Valdés (La Rioja, 29 de abril de 1875-desconocido) fue un militar argentino que desempeñó como gobernador de la provincia de La Rioja entre 1935 y 1938. Perteneció al ejército nacional y alcanzó la jerarquía de general de brigada.
Nació en La Rioja, hijo de Manuel Fernández e Isabel Valdés. Su hermano Manuel fue gobernador del Territorio Nacional de Tierra del Fuego entre 1905 y 1918. Se casó con Fanny Grigera.
Hizo la carrera militar en el arma de artillería; en 1925 fue director del Círculo Militar. Fue inspector general del Ejército "accidental" en 1930, jefe del Estado Mayor General del Ejército desde 1930 hasta 1931 y director del Instituto Geográfico Militar en 1931. Ascendió a general de brigada en 1932.
Tras su retiro del Ejército se postuló a gobernador junto con Julio Rochet por el Partido Demócrata Nacional y su elección se dio a través del fraude electoral montado durante la denominada década infame con el apoyo del presidente Agustín P. Justo. Luego se opondría al fraude, por lo que ante la sanción de la ley de voto cantado en 1938, renunció a pocos meses de concluir su mandato, en octubre de 1938.
En 1946 fue nuevamente candidato a gobernador de La Rioja por el Partido Demócrata, siendo ampliamente derrotado por el recién formado peronismo.